# Synagogue de Vittel
La synagogue de Vittel est une synagogue située dans la ville française de Vittel dans le département des Vosges dans le Grand Est.
C'est le dernier édifice religieux à avoir été construit, sur un terrain offert par la société des eaux de Vittel, par Fernand César en 1928 à l'initiative de la communauté Juive des curistes. Construite en 1928, elle se situe au 211, rue Croix-Perrot. 
De style « rétro » 1925/1930, restaurée dans sa situation actuelle, la synagogue a été inaugurée le 15 juillet 1928,,,,,,,.